# دهستان و میشریان
دهستان و میشریان (به انگلیسی: Dehistan/Mishrian) از سده ۱۰ تا ۱۴ میلادی از شهرهای اصلی ترکمنستان بوده که در مسیر اصلی کاروان‌ها از گرگان به خوارزم واقع شده‌است. مهم‌ترین آثار به جا مانده در آن توسط خوارزمشاهان ساخته شده‌است. از بناهای برجای مانده برجسته می‌توان به قسمت‌هایی از یک مناره ساخته شده توسط ابوبینی زیارد و مناره مسجد محمد خورزمشاه اشاره کرد که ۱۸ متر است. هفت کیلومتری شمال شهر گورستان دهستان و مشریان قرار دارد. علاوه بر شهر و گورستان قرون وسطایی، مکان‌های مهمی از هزاره سوم قبل از میلاد نیز وجود دارد.